# Star 744

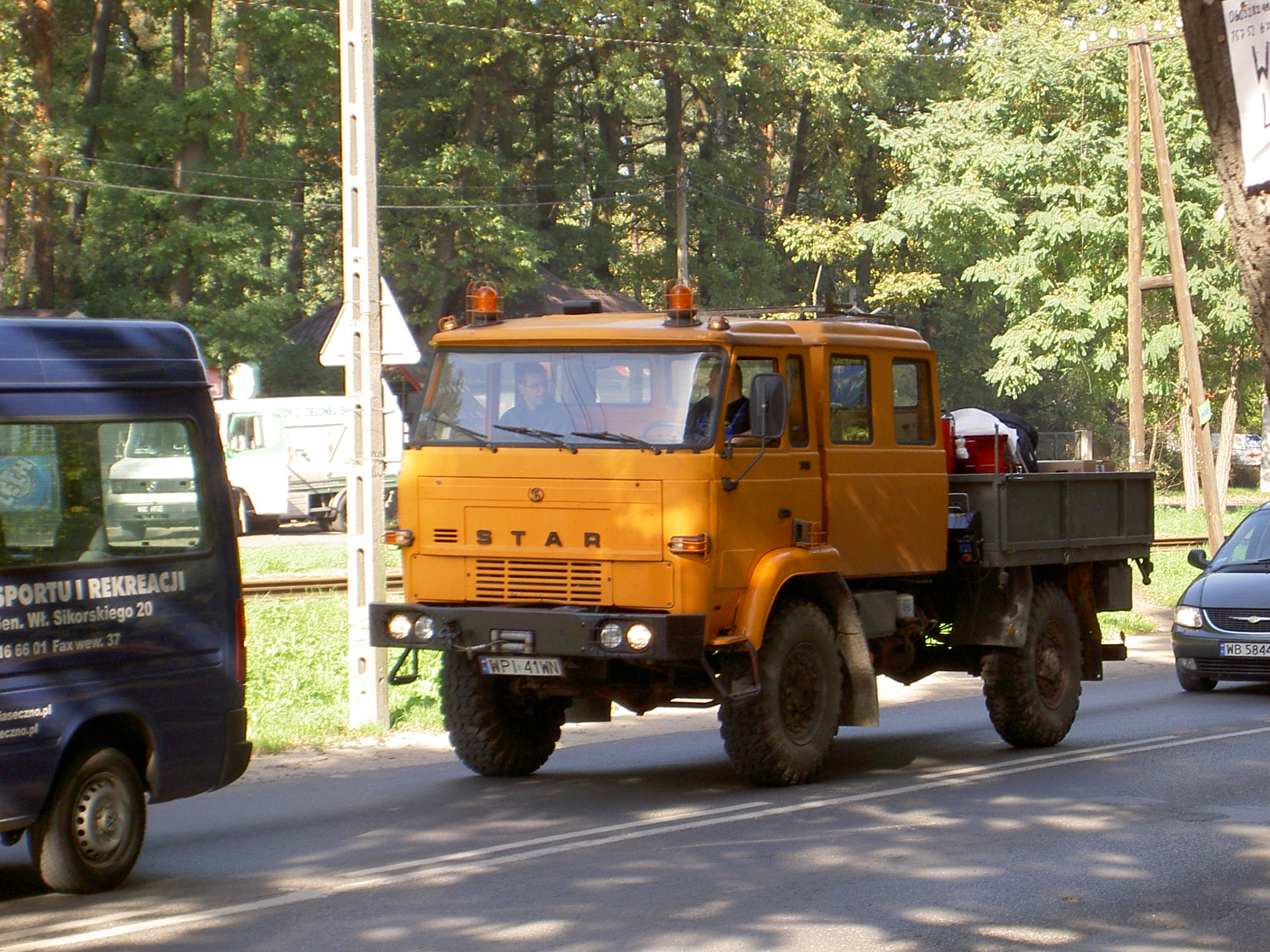
Star 744

Le Star 744 est un camion polonais fabriqué par Fabryka Samochodów Ciężarowych „Star”.

## Historique
Le Star 744  est fabriqué principalement pour les besoins de l'Armée polonaise et pour les fournisseurs d'énergie. Il est le successeur du Star 244 et devait partiellement remplacer le Star 266.